# Ravioli

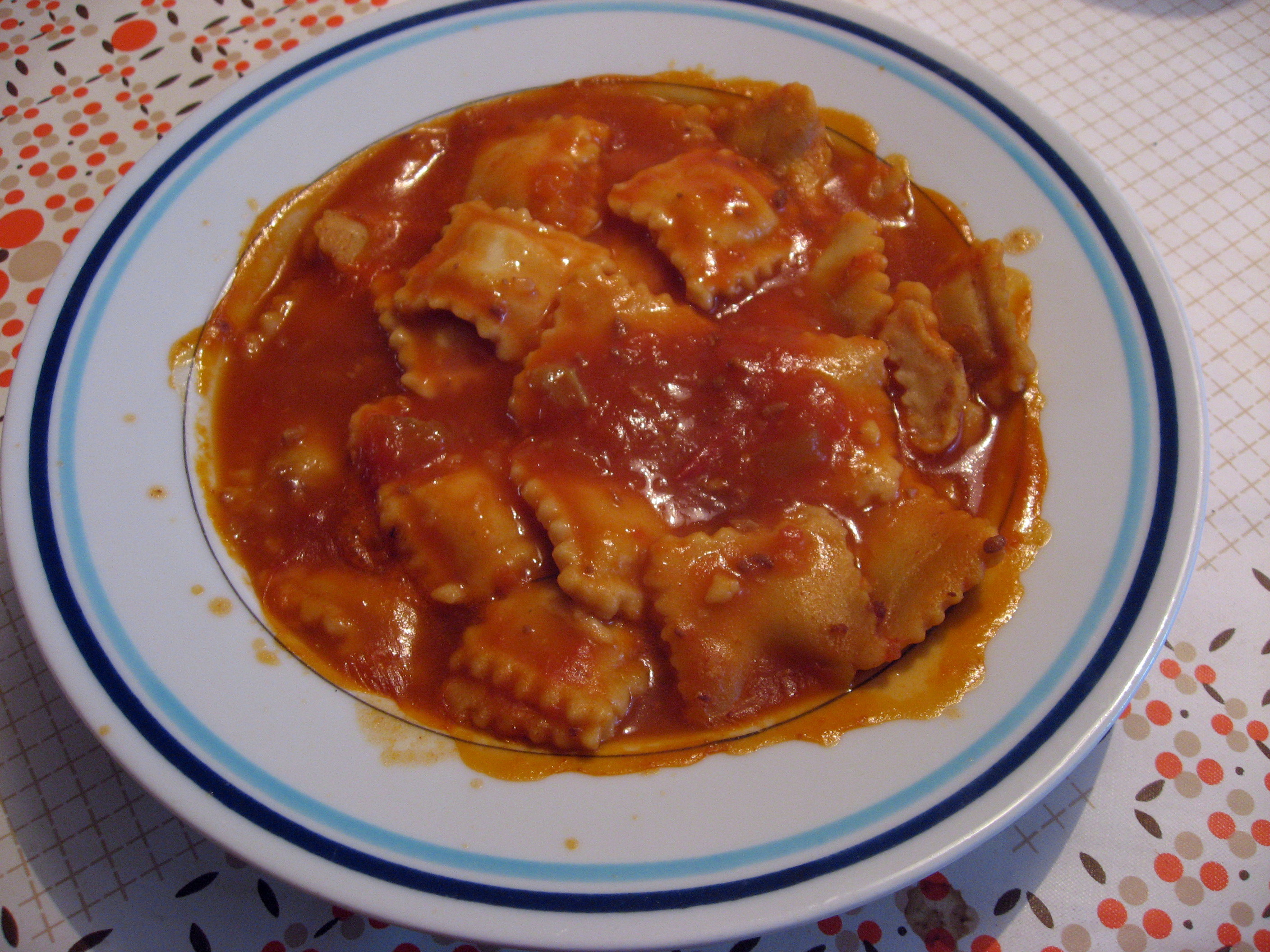
Vanlig konserv-ravioli i tomatsås.

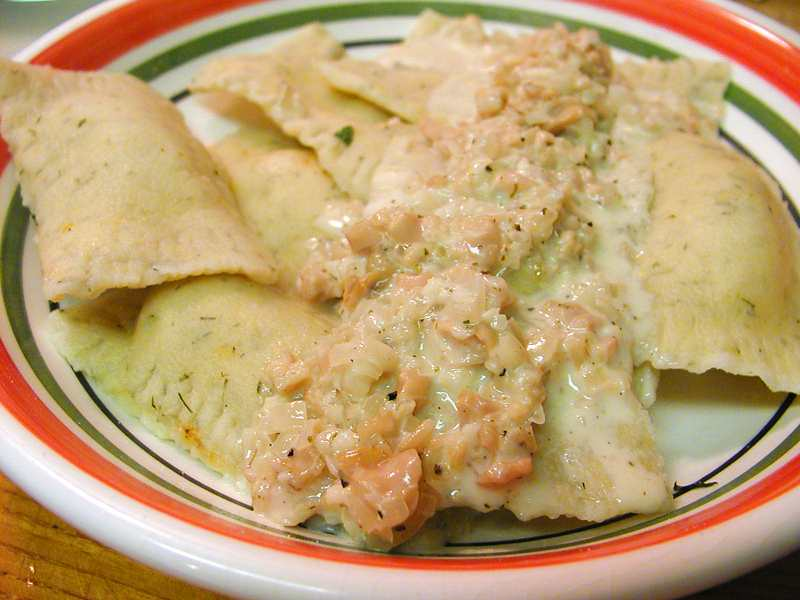
Räkravioli med citron och dill.

Ravioli är en maträtt bestående av kuddformad pasta med fyllning som finns i många lokala varianter. Fyllningen kan innehålla till exempel köttfärs, räkröra, skinka, svamp, spenat och/eller ost (exempelvis ricottaost). Raviolin serveras ofta i en sås såsom tomatsås, köttfärssås eller basilikasås, i buljong eller med olivolja och riven ost. I livsmedelsbutiker säljs ravioli som konserv och som färskvara i kyldisken.
Vid utformning av pastakuddarna kan en degsporre och en gaffel användas. Raviolin kokas sedan. Förr kunde den även gräddas i ugn.

## Historia och etymologi
En myt är att Marco Polo förde raviolin till Europa. I själva verket hade den redan kommit med handelskaravanerna.
Ordet ravioli härstammar från italienskan, där ordet förekommer i skrifter av köpmannen Francesco di Marco från 1300-talets Venedig. Det kan vara en avledning från latinets ord för rova.
I svenska språket är ordet "ravioli" belagt sedan 1879.